# Eucynortella orbicularis
Eucynortella orbicularis is een hooiwagen uit de familie Cosmetidae.